# Jar Jar Binks
 (juillet 2014).
Si vous disposez d'ouvrages ou d'articles de référence ou si vous connaissez des sites web de qualité traitant du thème abordé ici, merci de compléter l'article en donnant les références utiles à sa vérifiabilité et en les liant à la section « Notes et références ».
Personnage de fiction apparaissant dans
Star Wars.
Jar Jar Binks est un personnage de la saga cinématographique Star Wars. Il s'agit d'un Gungan vivant dans la cité sous-marine d'Otoh Gunga, et qui a été exilé par le chef Boss Nass. Sa rencontre avec les deux Jedi Qui-Gon Jinn et Obi-Wan Kenobi, va bouleverser sa vie, il est général durant la bataille de Naboo, puis il fait une entrée improbable dans le monde de la politique en devenant le délégué de la sénatrice Padmé Amidala. Il remplace ainsi la sénatrice durant une courte période pendant l'année 22 av. BY. Puis il devient sénateur du secteur Chommell (comprenant Naboo), après la mort de Padmé Amidala, la remplaçant ainsi en 19 av. BY.
Jar Jar Binks apparaît dans tous les épisodes de la prélogie, et est interprété par l'acteur Ahmed Best. Il est créé en 1994 par George Lucas pour le scénario du film La Menace fantôme. Il est intégralement généré par ordinateur par les équipes de modélisation d'Industrial Light & Magic. Il apparaît également dans la série d'animation The Clone Wars, celle-ci se déroule entre les épisodes II et III.
Le personnage de Jar Jar Binks est l'objet de nombreuses critiques et moqueries.

## Univers
L'univers de Star Wars se déroule dans une galaxie qui est le théâtre d'affrontements entre les Chevaliers Jedi et les Seigneurs noirs des Sith, personnes sensibles à la Force, un champ énergétique mystérieux leur procurant des pouvoirs psychiques. Les Jedi maîtrisent le Côté lumineux de la Force, pouvoir bénéfique et défensif, pour maintenir la paix dans la galaxie. Les Sith utilisent le Côté obscur, pouvoir nuisible et destructeur, pour leurs usages personnels et pour dominer la galaxie.
Pour amener la paix, une République galactique a été fondée avec pour capitale la planète Coruscant. Mais, tout au long de son existence, la République est secouée par des sécessions et des guerres. En 32 av. BY, les Jedi Qui-Gon Jinn et Obi-Wan Kenobi sont envoyés sur la planète Naboo pour résoudre pacifiquement un de ces conflits.

## Histoire

### La Menace fantôme
Jar Jar Binks est un habitant de la planète Naboo. Il peut à la fois vivre sur terre et dans l'eau. Banni de son peuple car il était trop maladroit, il rencontrera Qui-Gon Jinn et Obi-Wan Kenobi alors que ceux-ci étaient poursuivis par les droïdes de la Fédération du commerce. Pour échapper aux droïdes, Jar Jar Binks conduit les deux Jedi dans la cité sous-marine d'Otoh Gunga. Le chef des Gungans, Boss Nass, voit d'un mauvais œil le retour du banni Jar Jar et de surcroît avec des humains. Le chef arrête donc Jar Jar et lui promet une punition. Qui-Gon Jinn fait valoir sa possession de Jar Jar afin que celui-ci les guide à travers le noyau de la planète dans le Bongo, offert par Boss Nass. En effet, dans la religion Gungan, Jar Jar a une dette éternelle envers Qui-Gon car celui-ci lui a sauvé la vie. Jar Jar accompagnera les fuyards et la reine Padmé Amidala sur Tatooine. Sa maladresse lui vaudra des situations gênantes et pittoresques tels que l'« agression » du droïde mécano chez Watto, le conflit de nourriture avec Sebulba, les deux accidents avec le module d'Anakin : il se prend la langue dans le rayon d'énergie et la main dans un réacteur. De retour sur Naboo, il est chargé par la reine de retrouver les Gungans en fuite pour les rallier à leur cause. Lors du conseil de guerre, après l'alliance des humains et des Gungans, il est promu au rang de général par Boss Nass, pensant que celui-ci a mûri. Cependant, Jar Jar s'évanouit lorsqu'il l'apprend. Il participera à la bataille des Gungans contre l'armée droïde de la Fédération du Commerce où il montrera encore une fois à quel point il est peureux et maladroit en se cachant sous une charrette remplie de boumas. Il se prend les pieds dans un droïde qui va par la suite tirer plusieurs autres droïdes. Il libère sans faire exprès une dizaine de boumas qui roulent sur le sol et vont percuter les droïdes et les chars ennemis. Il se retrouve également au sommet d'un char et laisse échapper une boumas qui explose. Il saute alors sur le Kaadu d'un cavalier Gungan et le renverse. Pris au piège, il se rend finalement fort peu courageusement aux premières sommations de l'armée droïde, qui est heureusement désactivée peu de temps après.

### L'Attaque des clones
On voit très peu Jar Jar Binks, qui est devenu le délégué de la nouvelle sénatrice de Naboo : Padmé Amidala. Cette dernière étant contrainte de quitter Coruscant, c'est Jar Jar, en tant que membre de la délégation Naboo (pour les gungans) qui est donc chargé de la remplacer au Sénat. Comme Padmé Amidala et Bail Organa, il fait partie du comité loyaliste : un comité chargé par le Chancelier de gérer la crise séparatiste et de lutter contre la corruption au Sénat. Palpatine profite cependant de sa naïveté : durant une réunion d'importants sénateurs dans le bureau du Chancelier Palpatine on le convainc que Padmé Amidala aurait supporté la création d'une Armée compte tenu des circonstances exceptionnelles, alors qu'elle s'était toujours opposée farouchement à cette idée. C'est donc lui qui propose de donner les pleins pouvoirs au Chancelier lors d'une séance extraordinaire au Sénat. Il explique : 

« (...) Il z'est clair que les séparatistes ont conclu pacte avec la Commerce Fédération. Sénateurs, meesa chers collègues, en réponse à ceta menace directe contre la République, meesa propose que le Sénat donne immédiatement pleins pouvoirs d'urgence au Chancelier suprême Palpatine. »

Dès que Palpatine obtient les pleins pouvoirs, il annonce la création d'une Armée de la République, élément essentiel dans son plan pour établir une dictature. La République a alors immédiatement recours aux clones, et la guerre débute.

### The Clone Wars
Durant la Guerre des clones, Jar Jar joue un rôle déterminant dans la résolution des troubles sur les planètes Rodia, Mon Cala, Naboo, et Bardotta.

### La Revanche des Sith
Il n'apparaît qu'au début en compagnie de la sénatrice Padmé Amidala, durant le discours de Palpatine au Sénat en compagnie des Sénateurs Bail Organa et Padmé Amidala, et à la fin du film lors de l'enterrement de Padmé Amidala.

### AprèsLa Revanche des Sith
Dans le livre Riposte : Chute de l'Empire, on apprend que, hanté par sa décision de soutenir Palpatine et d’avoir ainsi contribué à sa montée au pouvoir, Jar Jar Binks a définitivement abandonné la politique pour changer complètement de voie. Considéré un peu comme le bouffon ridicule de la franchise Star Wars, le Gungan est en fait depuis devenu un vrai clown, amusant les enfants dans les rues !

## Interprétation

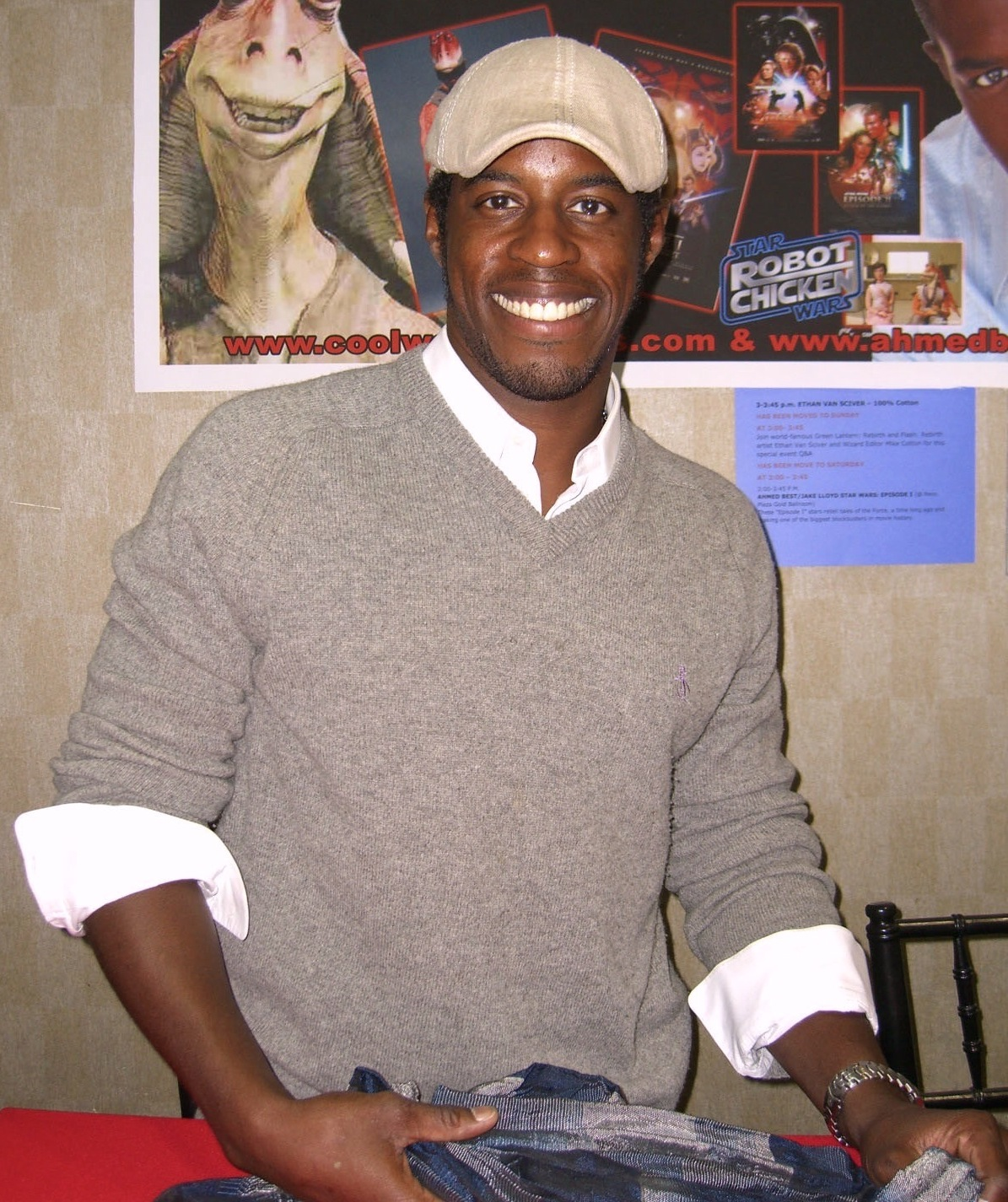
Ahmed Best (octobre 2010), l'interprète vocal original mais aussi acteur dans la capture de mouvement de Jar Jar Binks.

Le chanteur Michael Jackson souhaitait faire la voix originale de Jar Jar Binks, mais le doublage a finalement été attribué à Ahmed Best.
En français, il est doublé par le comédien Roland Timsit, et utilise des éléments de créole réunionnais dans sa manière de parler. 

## Création du personnage
Le personnage et le nom de Jar Jar Binks est une idée de Jett, le fils adoptif de George Lucas, réalisateur du film.
Le personnage a profondément changé entre l'épisode I et les deux autres épisodes de la prélogie. Il apparaît d'abord comme un personnage faible, irresponsable et maladroit. Puis, à la suite de sa fulgurante montée vers l'élite, il devient plus responsable et plus discret. Il reste toutefois naïf et influençable, et sert ainsi la volonté du Chancelier Palpatine. Il apparait abattu après la mort de Padmé Amidala, mais ne parviendra pas à comprendre le combat de celle-ci pour éviter la chute de la République.

## Réception
- Le personnage de Jar Jar, grotesque et gaffeur fut critiqué dès la sortie de La Menace fantôme, les spectateurs considérant qu'il n'a été créé que pour plaire aux enfants. Son personnage se veut être un hommage à l'humour burlesque et à Buster Keaton dont les gags ont largement inspiré ceux de Jar Jar. De nombreux sites Internet dans lesquels il subit les pires sévices ont été créés depuis la sortie de l'épisode I.
- La haine vouée à Jar Jar par les spectateurs a eu un fort impact sur la vie de son interprète, Ahmed Best. En effet, ce rôle a ruiné sa carrière, les autres cinéastes refusant de lui donner un rôle par peur d'affecter l'image de leurs productions à la suite de l'accueil de Jar Jar. Best a affirmé avoir décidé de se suicider à cause du harcèlement qu'il subit sur son interprétation de Jar Jar Binks, mais il a finalement changé d'avis[5]. Le cas de Jar Jar montre le danger des répercussions de la fiction sur la réalité, connu aussi par certains autres acteurs de la saga[6].
- L'épisode de South Park « Les Jakovasaures » de la 3e saison, parodie très largement le personnage de Jar Jar en introduisant la race des Jakovasaures, une race en voie d'extinction et particulièrement insupportable.

## Théorie
À la fin du mois d'octobre 2015, une théorie est proposée par l'utilisateur « Lumpawarroo » sur le site Reddit qui explique que Jar Jar serait en fait un seigneur Sith, collaborateur de Palpatine, et qu'il aurait joué le rôle d'une créature grotesque et maladroite dans le seul but de détourner l'attention de ses réelles ambitions. Le post en question s'est hissé dans le top 10 des posts du site et a vu la création de son propre subreddit.
La théorie a gagné rapidement en popularité et a été reprise par un grand nombre de sites d'information internationaux comme The New York Times ou The Guardian,. Le 2 novembre, un message sur Twitter est posté par l'acteur Ahmed Best (ayant fait la voix originale de Jar Jar) en réponse au buzz créé par la théorie. Ce message laisse le doute planer, en ne réfutant pas la théorie.